# Farkosférgek

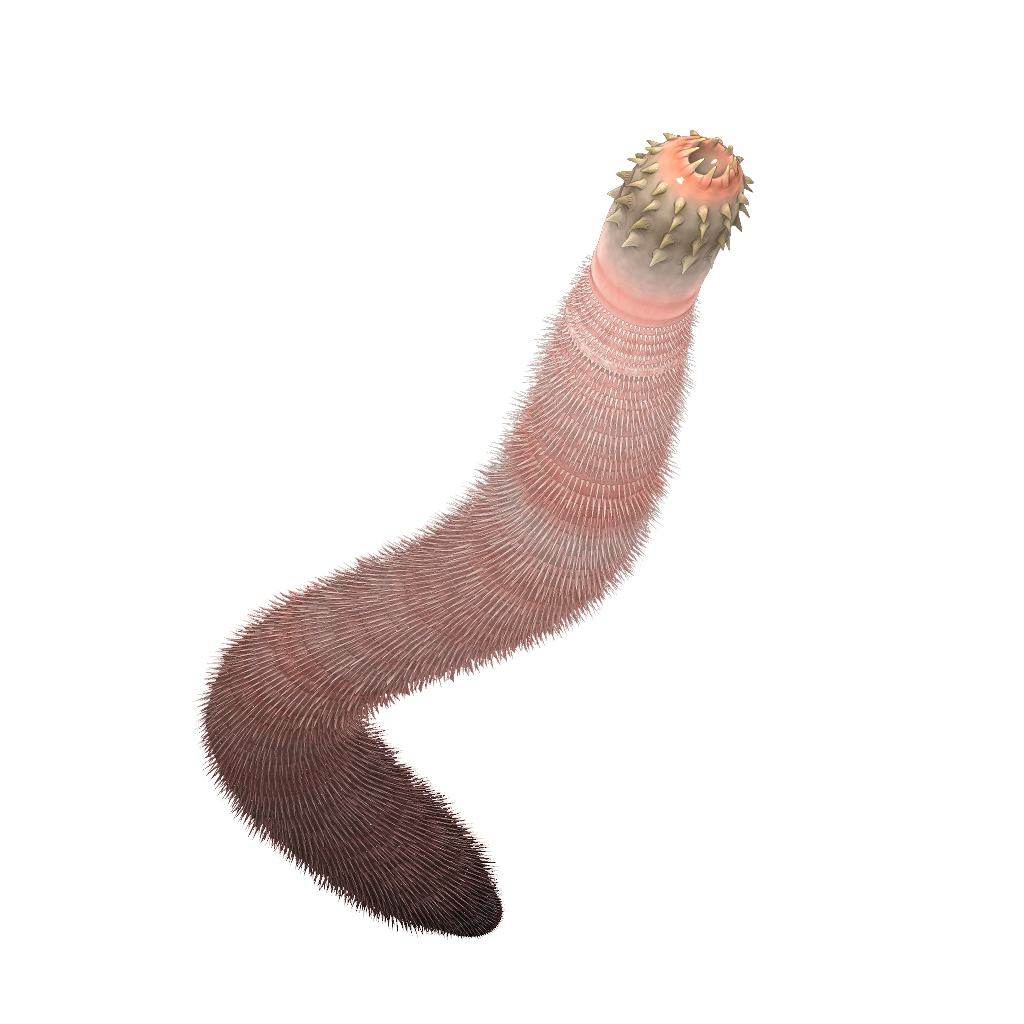
Ancalagon minor (rekonstrukció)

A farkosférgek (péniszférgek, Priapulida) a kétoldali szimmetriájú állatok (Bilateria) közé sorolt ősszájúak (Protostomia) főtörzsében a Scalidophora klád három törzsének egyike.
Nevük arra utal, hogy egyes fajok kinyújtható, tüskés ormánya az emberi péniszhez hasonló alakú lehet. A 21. század elején a teljes törzsnek összesen 18 faja ismert.

## Származásuk, elterjedésük
A klád három törzse közül először a páncélosférgek (Loricifera) váltak külön, így a farkosférgek az övesférgecskék (Kinorhyncha) testvércsoportja. Hosszú evolúciós idejük miatt képviselői a Föld valamennyi tengerében megtalálhatóak.
A Burgess-pala leletei alapján recens fajaikat egy egykor jóval jelentősebb törzs túlélő maradékának tekinthetjük. Első fosszíliák a középső kambrium időszakból kerültek elő; valószínűleg ők voltak e kor fő ragadozói.

## Megjelenésük, felépítésük
Néhány centiméter hosszú testük előtörzsre és a tulajdonképpeni törzsre tagolódik; utóbbin 25 hosszanti borda húzódik végig. Sajátosságuk, hogy az előtörzs a testüregbe visszahúzható és onnan (táplálkozás céljából) kidugható.
Nevüket onnan kapták, hogy törzsük lebenyes szerkezetű farokfüggelékben végződik. Szelvényezettséget nem mutatnak.
Nincsenek véredényeik és ezzel keringési rendszerük, de testfolyadékukban előfordulhat egy, a gáz szállítására alkalmas színanyag, a hemerythrin.

## Életmódjuk, élőhelyük
Kizárólag tengerekben fordulnak elő, ahol a parthoz közel, az iszapban élnek. Lassan mozgó gerinctelen állatokkal, például soksertéjűekkel (Polychaeta) táplálkoznak.
Igen érzékenyek a víz oxigéntartalmának változására, ezért ezt jelző indikátorszervezeteknek tekintik őket.
Posztembrionális fejlődésük módja az úgynevezett kifejlés. A lárvák sokszor évek alatt, számos vedlés után érik el az ivarérett állapotot.
A nagyobb termetű fajok ragadozók.